# 華夷変態
『華夷変態』（かいへんたい）は、日本の江戸時代の儒学者である林春勝（林鵞峰）と林信篤（林鳳岡）の父子が、1732年に編纂した書物で、表題は、「中華が蛮夷に変わってしまったこと」を意味している。

## 概要
この書は、鎖国後の江戸時代初期における中国と日本の間の貿易に関する口述資料で、長崎に来航する中国船がもたらした、中国における見聞についての記述を日本人が書き留めた、「唐船風説書」と総称される幕府への上書を整理して、年代順にまとめた書物のひとつである。「唐船風説書」をまとめた書物としては、ほかに『崎港商説』などがある。『華夷変態』に採録されている風説書は、崇禎帝が自殺して明が滅んだ1644年から1717年までの範囲のものである。このため、その内容には、明滅亡後の南明政権や三藩の乱に関する記述など、明復興の試みへの言及も少なからず含まれている。

「唐船風說書」：

- 「崇禎登天，弘光陷虜，唐魯才保南隅，韃虜橫行中原，是華變於夷之態也。」

- 崇禎天に登り、弘光虜に陷る。唐・魯、僅かに南隅を保ち、韃虜中原を縦横す。是れ、華、夷に変ずるの態なり。

## 書名の意味
「華夷変態」という表現は、漢民族の王朝である明が、満州民族（女真族）が建てた清に打倒されたことを、中華が夷狄に打倒されて、変貌を余儀なくされていると捉えたものである。このような理解は、当時の日本の知識人が清朝を蔑視していた心情や、『国性爺合戦』など明復興の試みを美化する見方にも結びついていた。

## 諸本
『華夷変態』の原本は、全35巻から成り、林家に代々受け継がれたが、林衡（林述斎）の代に幕府の紅葉山文庫に献上され、後に内閣文庫を経て国立公文書館の所蔵となっている。初期の写本としては、島原松平家などに伝わるものが知られているが、江戸時代のうちに完本が出版されることはなかった。
全35巻のうち、最初の5巻は、明復興の試みへの言及が多く盛り込まれていることから、江戸時代からここから抄録した内容の、いわゆる「通行本」『華夷変態』が流布していた。
1906年には、「通行本」から、漢民族の清朝への抵抗活動に関する記述を抜粋して編集しなおした「漢文本」『華夷変態』が、中国人留学生によって東京で刊行された。その内容の一部、特に序文などは、原本や通行本とも異なっている部分を含んでおり、「留日学生の民族主義的な革命思想を、明清交替の歴史状況に託して表現したもの」と評されるような改変箇所もある。